# Zeitschrift für Naturforschung
Die Zeitschrift für Naturforschung (Englisch: Journal for Nature Research, ISO 4: Z. Naturforsch.) ist eine seit 1946 erscheinende wissenschaftliche Fachzeitschrift, die die Fachgebiete Chemie, Physik und Biologie abdeckt. Das Magazin wurde 1946 im Institut der Max-Planck-Gesellschaft von Hans Friedrich-Freksa und Alfred Klemm  zusammen mit Ludwig Waldmann gegründet. Die Zeitschrift wurde ursprünglich von der Dieterich’sche Verlagsbuchhandlung herausgegeben. Nach einem Jahr wurde die Zeitschrift in zwei Teile aufgeteilt: einen für Physik (Zeitschrift für Naturforschung A) und einen für Chemie und Biologie (Zeitschrift für Naturforschung B). 1948 wurde ein unabhängiger Verlag, der Verlag der Zeitschrift für Naturforschung, in Tübingen gegründet. Seit 1973 wird die Biologie ebenfalls in einem separaten Teil (Zeitschrift für Naturforschung C) abgehandelt. Alle drei Teile nutzen die gleichen Ausgabenummern, da vorausgesetzt wird, dass sie alle seit dem Jahr 1946 veröffentlicht werden. Als eine der wenigen Ausnahmen unter den naturwissenschaftlichen Fachzeitschriften stellt die Zeitschrift für Naturforschung in ihrem Online-Archiv alle Artikel zwei Jahre nach Erscheinen frei zur Verfügung.
Seit dem Jahr 2015 erscheint die Zeitschrift für Naturforschung beim De Gruyter-Verlag.